# 396P/Leonard
396P/Leonard, komet Jupiterove obitelji. Predotkriven na snimkama.